# Saint-André-de-Roquepertuis
Saint-André-de-Roquepertuis is een gemeente in het Franse departement Gard (regio Occitanie) en telt 397 inwoners (1999). De plaats maakt deel uit van het arrondissement Nîmes.

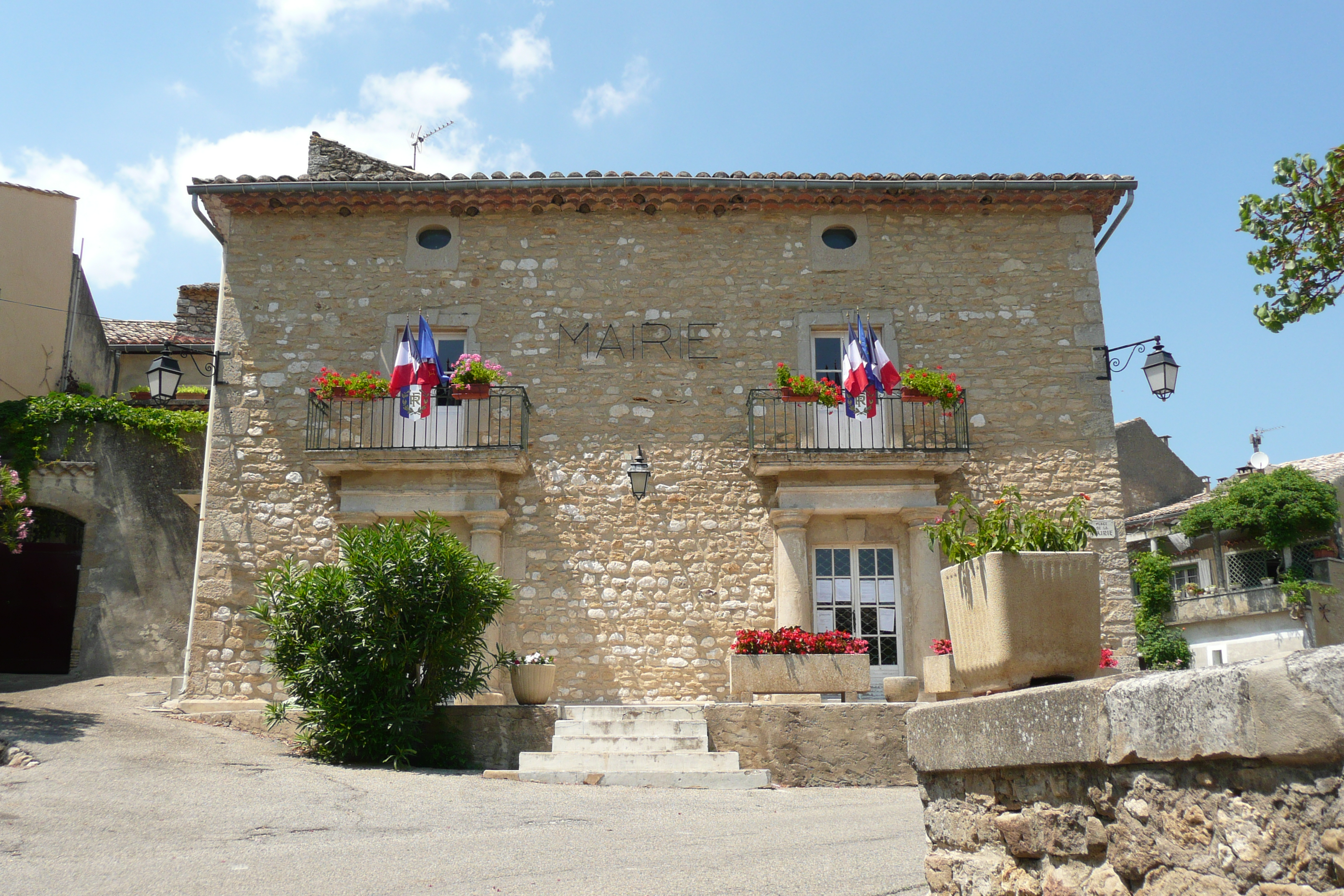
Gemeentehuis
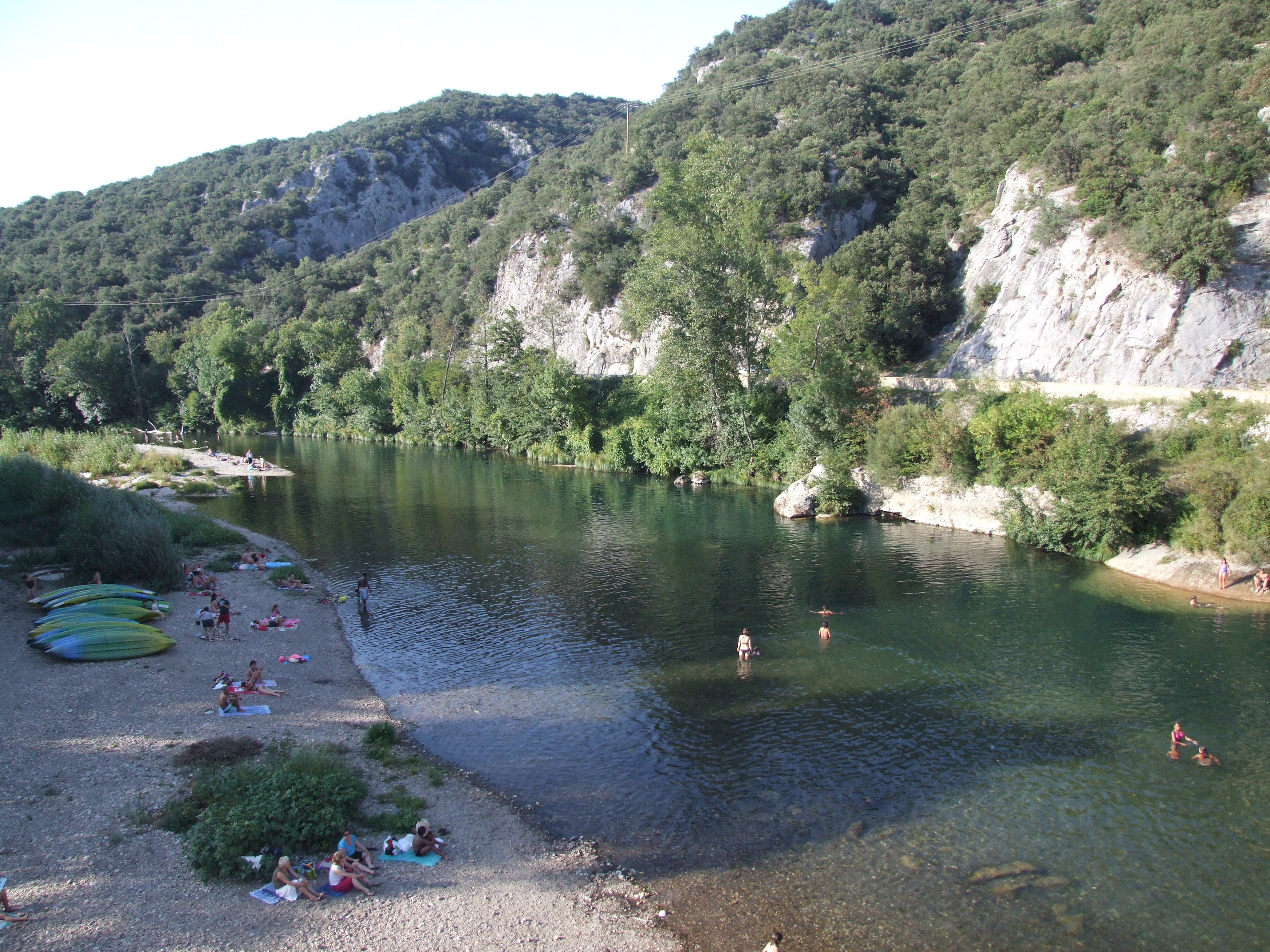
Cèze Pont
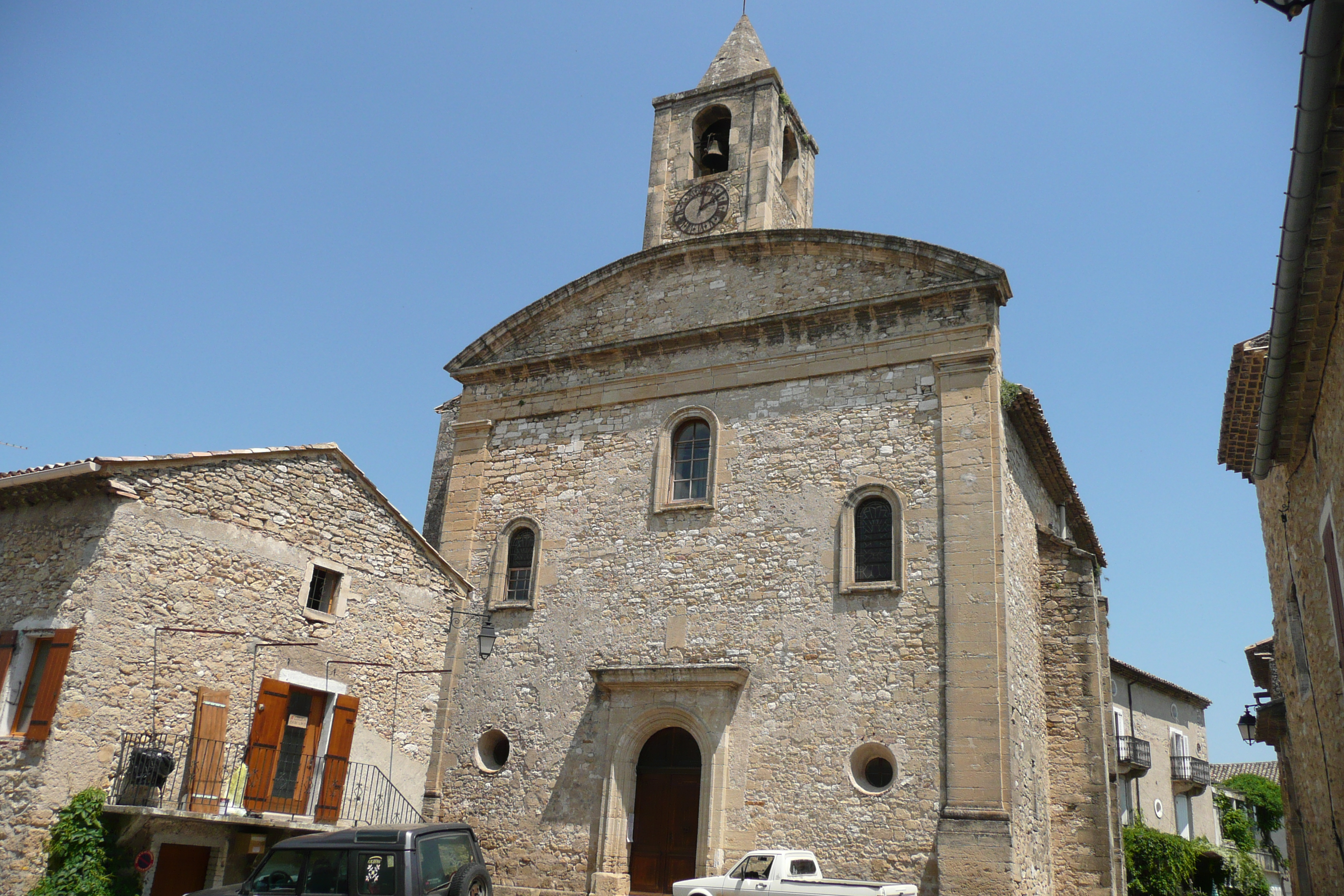
Kerk van Saint-André-de-Roquepertuis
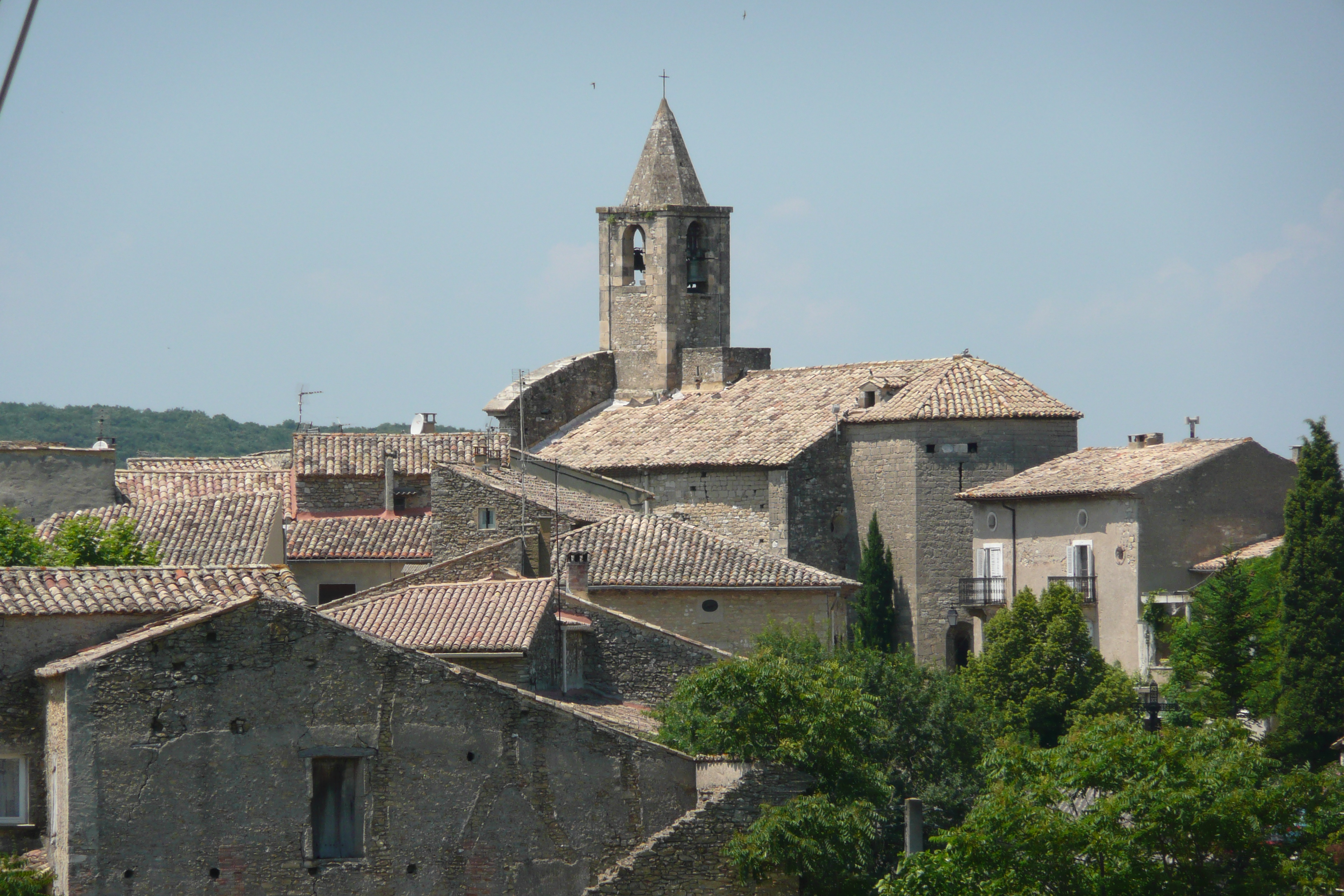
Uitzicht over Saint-André-de-Roquepertuis

## Geografie
De oppervlakte van Saint-André-de-Roquepertuis bedraagt 12,0 km², de bevolkingsdichtheid is 33,1 inwoners per km².
Het riviertje de Cèze loopt langs saint-André-de-Roquepertuis.
De onderstaande kaart toont de ligging van Saint-André-de-Roquepertuis met de belangrijkste infrastructuur en aangrenzende gemeenten.

## Demografie
Onderstaande figuur toont het verloop van het inwonertal (bron: INSEE-tellingen).